# Капуста, Филипп Сидорович
Капуста Филипп Сидорович (1912—1972) — директор шахты «Новодружеская» (г. Новодружеск, Луганская область), Герой Социалистического Труда.

## Биография
Родился 27 января 1912 года в селе Орешковичи (сейчас — Березинский район Могилевской области).
С 1928 г. лесоруб Черневской конторы Березинского района. С 1930 года кочегар на Невской гидроэлектростанции Карельской АССР.
В 1932 г. приехал в Лисичанск, работал на шахте им. Мельникова треста «Лисичанскуголь» заведующим столом личного состава, помощником заведующего шахты.
С 1934 по 1936 год служил в РККА, командир отделения автомобильного полка. После увольнения вернулся на прежнее место работы. В январе 1940 года добровольно пошел на фронт во время советско-финской войны, по возвращении работал на шахтах им. Д. Ф. Мельникова и Н. К. Крупской помощником заведующего шахты.
После начала Великой Отечественной войны в ноябре 1941 года эвакуировался в Чкаловскую область.
Вернулся в Лисичанск в январе 1942 года, назначен заведующим шахты им. Н. К. Крупской, а в мае того же года избран секретарем парткома шахты им. Д. Ф. Мельникова.
В июле 1942 года направлен на комбинат «Кузбассуголь», где рабол помощником заведующего шахты «Центральная» треста «Кемеровуголь» по кадрам.
В январе 1943 года добровольцем ушёл на фронт, воевал в составе 22-й Сибирской добровольческой дивизии в 27-м гвардейском отдельном истребительном противотанковом дивизионе, командир орудия 76-миллиметровых пушек. Награждён медалью «За боевые заслуги» (1943) и орденом Красной звезды (1944).В июле 1944 года после ранения демобилизован и вернулся в угольную промышленность.
С августа 1944 года начальник Черноморского шахтоуправления. Обеспечил досрочное освоение проектной мощности. В феврале-августе 1953 г. начальник шахты «Кременная-Западная». В августе 1954 года возглавил шахту «Новодружеская», где и работал до последних дней жизни.
По его инициативе во всех лавах шахты впервые в тресте были внедрены высокопроизводительные узкозахватные комбайны 1К-101, работающие в комплексе с изгибающимся конвейером СП-63. Скоростные методы горных выработок позволили перейти на столбовую систему отработки шахтного поля, организовать работу лав на передовые квершлаги: с применением на транспортерных штреках более производительных ленточных конвейеров РТУ-30 вместо скребковых.
В период его руководства шахта «Новодружеская» входила в число лучших угольных предприятий Донецкого бассейна. Задание восьмого пятилетнего плана она выполнила 31 июля 1970 года.
За выдающиеся заслуги в выполнении заданий пятилетнего плана по развитию угольной промышленности и достижение высоких технико-экономических показателей Президиум Верховного Совета СССР Указом от 30 марта 1971 года присвоил Филиппу Сидоровичу Капусте звание Героя Социалистического Труда.
Филипп Сидорович Капуста скоропостижно умер 18 февраля 1972 года по пути на работу. Похоронен в Лисичанске.
Его именем названа одна из улиц Новодружеска, на административном здании шахты «Новодружеская» установлена мемориальная доска.

## Награды и звания
- Герой Социалистического Труда
- Орден Красной Звезды и медаль «За боевые заслуги».
- Ордена Ленина и Трудового Красного Знамени
- Заслуженный шахтёр УССР
- Медали «За трудовое отличие», «За трудовую доблесть», ведомственные награды.